# دايفيد سميث (لاعب كريكت)
دايفيد سميث (بالإنجليزية: David Smith) (و. 1884 – 1963 م) هو لاعب كريكت، ولاعب كرة قدم أسترالية، ومدرب كرة قدم أسترالية أسترالي، توفي عن عمر يناهز 79 عاماً.

## روابط خارجية
- دايفيد سميث على موقع إي آس بي آن كريك إنفو (الإنجليزية)
- دايفيد سميث على موقع AustralianFootball.com (الإنجليزية)
- دايفيد سميث على موقع AFLtables.com (الإنجليزية)